# Fîlenkove, Ciutove
Fîlenkove (în ucraineană Филенкове) este localitatea de reședință a comunei Fîlenkove din raionul Ciutove, regiunea Poltava, Ucraina.

## Demografie
Componența lingvistică a localității Fîlenkove
     Ucraineană (97,77%)
     Rusă (2,12%)
Conform recensământului din 2001, majoritatea populației localității Fîlenkove era vorbitoare de ucraineană (97,77%), existând în minoritate și vorbitori de rusă (2,12%).